# بارکشر غربی
بارکشر غربی (انگلیسی: West Berkshire؛ ‏ تلفظ: ‎/ˈbɑːrkʃər/‎) یکی از شهرستان‌های تشریفاتی انگلستان در منطقه بارکشر است.